# Callospermophilus
Callospermophilus är ett släkte i ekorrfamiljen. 
Arterna i släktet har tidigare förts till släktet Spermophilus, men efter DNA-studier som visat att arterna i detta släkte var parafyletiska med avseende på präriehundar, släktet Ammospermophilus och murmeldjur, har det delats upp i flera släkten, bland annat detta.

## Ingående arter[1]
- Guldmantlad sisel (Callospermophilus lateralis) Förekommer i västra Nordamerika.
- Callospermophilus madrensis En nära hotad art som endast förekommer i norra Mexiko.
- Callospermophilus saturatus Förekommer på gränsen mellan nordvästra USA och Kanada.